# Coupon (Pennsylvanie)
Pour les articles homonymes, voir Coupon.
Coupon est un secteur non constitué en municipalité situé dans le comté de Cambria, dans le Commonwealth de Pennsylvanie, aux États-Unis. Sa population s’élevait à 73 habitants lors du recensement de 2010.

## Origine du nom
Le nom inhabituel de la localité serait dû au fait que la localité était une cité ouvrière et que les employés percevaient leur salaire sous forme de coupons.